# Banhu
El Banhu (xinès simplificat: 板胡 板胡], pinyin: bǎnhú, literalment 'Huqin de taula') és un instrument de corda fregada amb arc xinés, que pertany a la família del huqin i que és utilitzat sobretot en la música del nord i les òperes del nord-oest del país. Hi ha tres tipus de Banhu, l'agut, el baix i l'alt. També se'l coneix com «violí xinès».
Com els seus parents més coneguts, l'erhu i el gaohu, el banhu té dos cordes, se sosté de forma vertical i l'arc passa entre mig d'elles. La seua construcció és diferent a la del erhu quant a que la caixa de ressonància està feta amb una corfa de coco en comptes de fusta, i en comptes de pell de serp s'empra una taula de fusta molt fina. Posseeix dos clavilles al cap, ambdós orientades cap al mateix costat. El seu registre abasta més de dos octaves.
El banhu té diversos noms. Un d'ell és «banghu», perquè sol usar-se en l'òpera bangzi del nord de la Xina, com en l'òpera qinqiang, oriünda de la província Shaanxi. Un altre instrument relacionat, el yehu, construït amb una capa de coco i una taula de fusta, s'empra principalment en el sud del país.
Altres noms amb que és conegut són Qinhu, Huhu, Bangzi'hu, Piao i Daxian.